# Журовская, Янина Сергеевна
Янина Сергеевна Журовская (до 2005 — Яковлева; род. 15 марта 1982 года, Полтава, УССР, СССР) — украинская волейболистка, выступала за национальную сборную. 2-кратная чемпионка Украины (2010, 2011). Обладательница Кубка Украины (2004). Чемпионка и обладательница Кубка Франции (2007). Чемпионка Европы среди студентов (2004). Доигровщица. Мастер спорта Украины.

## Биография
Начала заниматься волейболом в Полтаве. Первые тренеры — Владислав Агасьянц и Татьяна Бужинская.
Профессиональную карьеру начала в липецкой «Магии», в составе которой провела один сезон (1998—1999), после чего по решению родителей переехала в Тернополь, где параллельно с выступлениями за «Галычанку» обучалась в высшем учебном заведении. В составе тернопольского клуба Журовская добилась первых успехов в карьере, став призёром чемпионата Украины и обладателем Кубка страны, а в 2004 году в составе студенческой сборной Украины выиграла чемпионат Европы.
В 2005 году перебралась в Стамбул, подписав годичный контракт с «Галатасараем». Уверенная игра за турецкий клуб обратила на себя внимание селекционеров французского «Расинга», в составе которого стала чемпионкой и обладательницей Кубка Франции, а также дошла до четвертьфинала Лиги чемпионов.
Вернувшись на Украину транзитом через итальянский «Сантерамо», опытная Журовская в 2010 году помогла «Галычанке» впервые в её истории стать чемпионом Украины. А спустя год помогла уже южненскому «Химику» — также впервые в его истории — выиграть чемпионат страны: в активе Журовской победный мяч в решающем финальном матче с одесской «Джинестрой». Таким образом, яркий финал, принёсший «Химику» историческую победу, подвел эффектную черту под игровой карьерой Журовской.

## Достижения

### Со сборными
- Чемпионка Европы среди студентов 2004.
- Участница отборочных турниров чемпионата Европы — 2007, 2009.

### С клубом
- Четвертьфиналист Лиги чемпионов 2007 («Расинг» Канны).
- 2-кратная чемпионка Украины — 2010 («Галычанка» Тернополь), 2011 («Химик» Южный).
  - 3-кратный бронзовый призёр чемпионата Украины — 2001, 2002, 2009 («Галычанка» Тернополь).
- Обладательница Кубка Украины — 2004 («Галычанка» Тернополь).
  - 3-кратный серебряный призёр Кубка Украины — 2005, 2010 («Галычанка» Тернополь), 2011 («Химик» Южный).
    - Бронзовый призёр Кубка Украины — 2009 («Галычанка» Тернополь).
- Чемпионка Франции — 2007 («Расинг» Канны)
- Обладательница Кубка Франции — 2007 («Галычанка» Тернополь).